# September 2013
Portal Geschichte | Portal Biografien | Aktuelle Ereignisse | Jahreskalender | Tagesartikel

◄ |
20. Jahrhundert |
21. Jahrhundert

◄ |
1980er |
1990er |
2000er |
2010er
| 2020er | 2030er | 2040er

◄ |
2009 |
2010 |
2011 |
2012 |
2013
| 2014 | 2015 | 2016 | 2017 | ►

◄ |
Juni 2013 |
Juli 2013 |
August 2013 |
September 2013 |
Oktober 2013 |
November 2013 |
Dezember 2013 |
►
Dieser Artikel behandelt tagesbezogene Nachrichten und Ereignisse im September 2013.

## Tagesgeschehen

### Sonntag, 1. September 2013
- Berlin/Deutschland: Bundeskanzlerin Angela Merkel (CDU) und Kanzlerkandidat Peer Steinbrück (SPD) treffen drei Wochen vor der Bundestagswahl in einem Fernsehduell aufeinander.[1]

### Montag, 2. September 2013

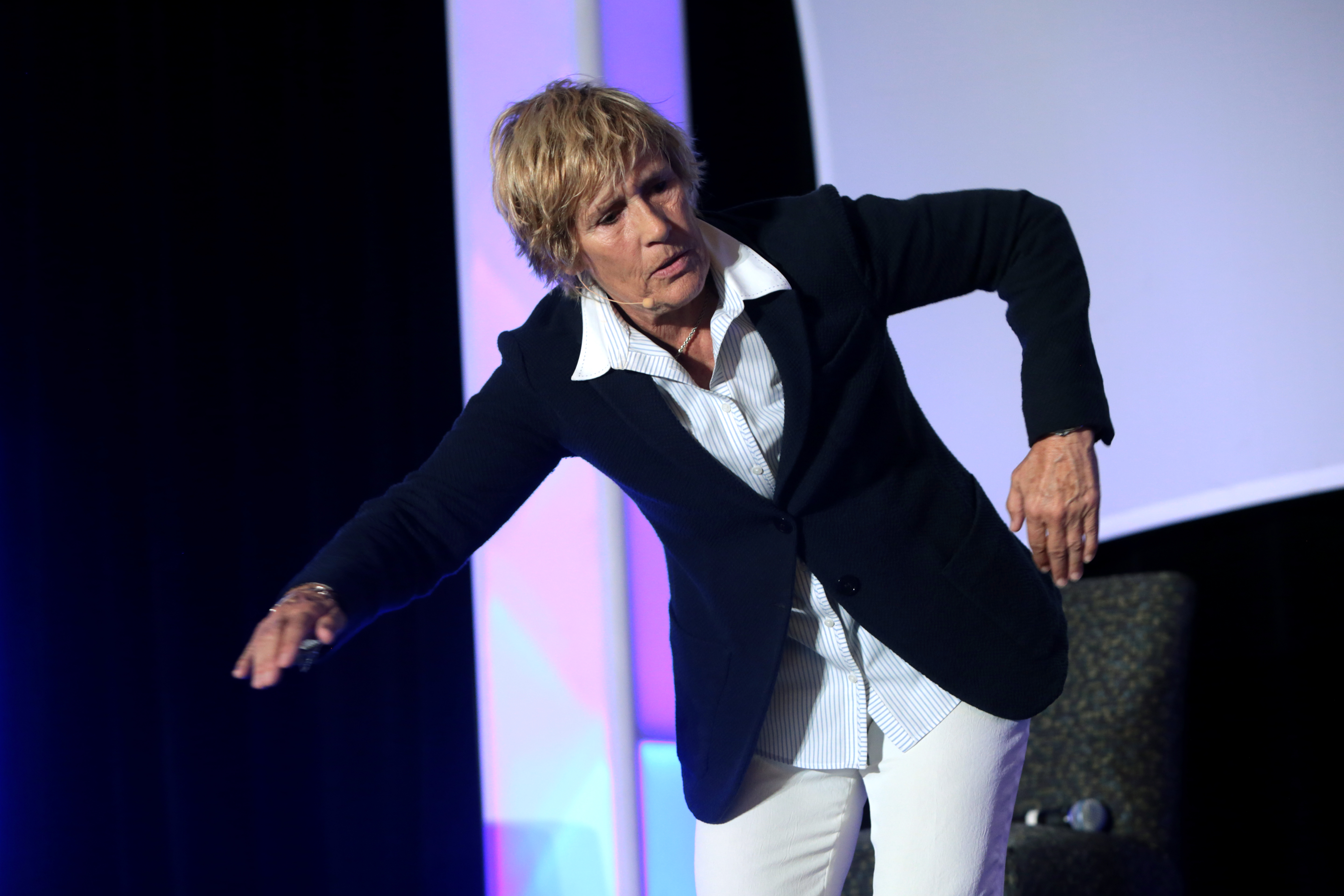
Diana Nyad (2016)

- Floridastraße: Die 64-jährige Diana Nyad schwimmt als erster Mensch ohne Haikäfig von Havanna in Kuba nach Key West in Florida in den Vereinigten Staaten. Sie absolviert die 177 km lange Strecke in 53 Stunden.
- London/Vereinigtes Königreich: Mesut Özil wechselt für 47 Millionen Euro von Real Madrid zum FC Arsenal, er ist damit der teuerste deutsche Fußballspieler aller Zeiten.[2]

### Dienstag, 3. September 2013
- Helsinki/Finnland: Das Unternehmen Nokia veräußert seine Handysparte an das US-amerikanische Unternehmen Microsoft.[3]

### Mittwoch, 4. September 2013
- Bamako/Mali: Ibrahim Boubacar Keïta wird nach seinem Sieg bei der Stichwahl im August als Präsident Malis vereidigt.[4]
- Oradour-sur-Glane/Frankreich: Joachim Gauck besucht als erster deutscher Bundespräsident die Stätte des Dorfs, das im Massaker von Oradour 1944 von der Waffen-SS ausgelöscht wurde.[5][6]

### Donnerstag, 5. September 2013
- Sankt Petersburg/Russland: Das G20-Gipfeltreffen beginnt.

### Samstag, 7. September 2013
- Buenos Aires/Argentinien: Das Internationale Olympische Komitee vergibt die Olympischen Sommerspiele 2020 an die japanische Bewerberstadt Tokio.[7]
- Canberra/Australien: Die Parlamentswahl entscheidet der Oppositionspolitiker Tony Abbott (Liberal Party of Australia) mit seiner konservativen Koalition für sich.[8]
- Malé/Malediven: Die Präsidentschaftswahlen auf den Malediven 2013 gewinnt der Herausforderer Abdulla Yameen.[9]

### Montag, 9. September 2013

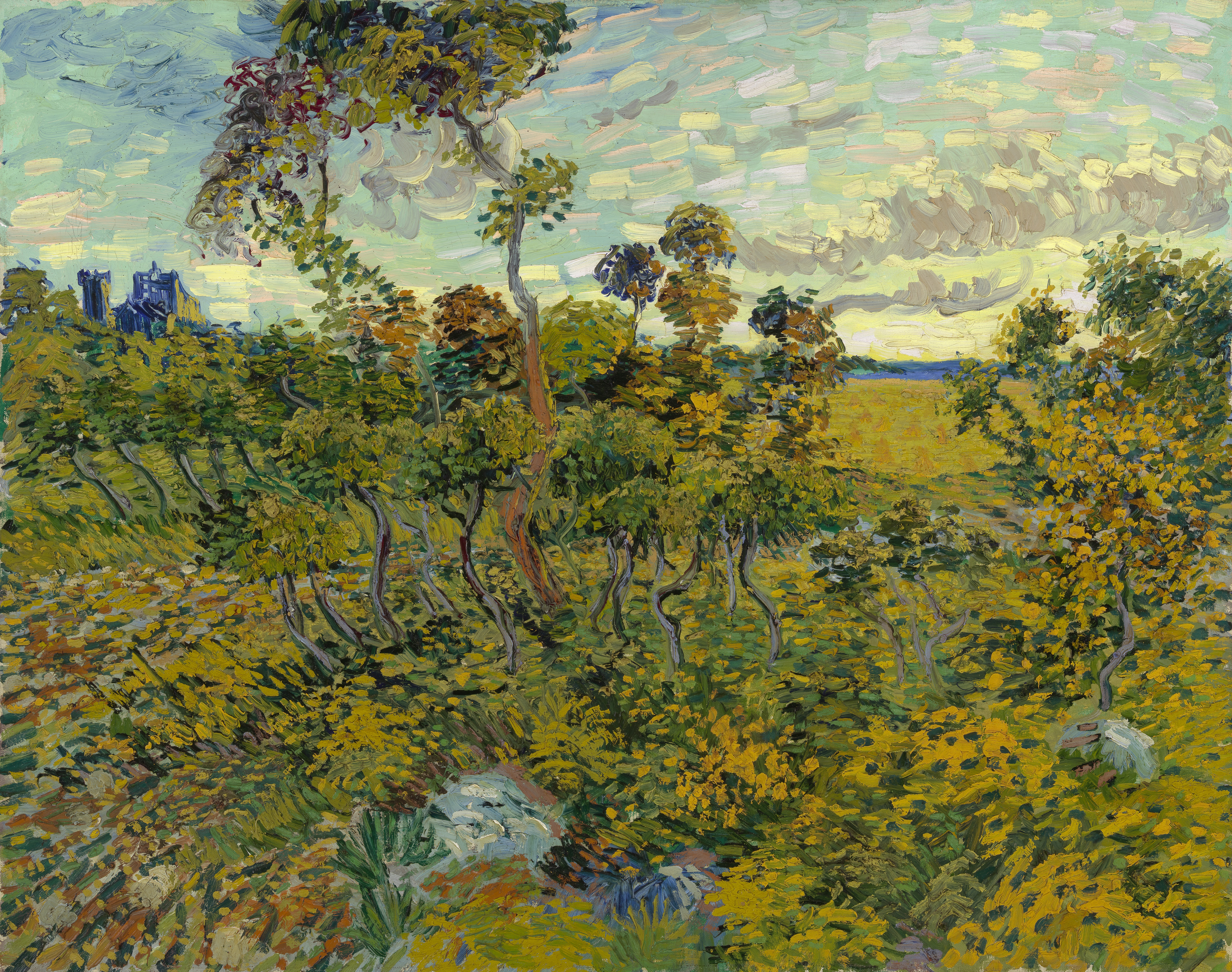
Sonnenuntergang bei Montmajour von Vincent van Gogh

- Amsterdam/Niederlande: Das Gemälde Sonnenuntergang bei Montmajour von Vincent van Gogh wird als ein Original eingestuft.[10]
- Ankara/Türkei: In der Türkei tritt das landesweite Verbot des Verkaufs von alkoholischen Getränken in Kraft. Der Verkauf von Alkohol ist laut Gesetz nun nach 22 Uhr sowie in einem Umkreis von 100 Metern um Moscheen und Schulen verboten.[11]
- Islamabad/Pakistan: Mamnoon Hussain wird als Präsident Pakistans vereidigt.[12]
- Oslo/Norwegen: Die konservative Partei Høyre unter Führung von Erna Solberg gewinnt die Parlamentswahl.[13]
- Zamboanga City/Philippinen: Bei der Erstürmung von Rebellen, auf mehrere Dörfer im Bezirk Zamboanga Peninsula sterben mindestens 20 Menschen.[14]

### Dienstag, 10. September 2013
- Buenos Aires/Argentinien: Das Internationale Olympische Komitee wählt Thomas Bach zum neuen Präsidenten.

### Mittwoch, 11. September 2013
- Barcelona/Spanien: Über 100.000 Menschen bilden eine Menschenkette, mit der sie die Unabhängigkeit Kataloniens von Spanien fordern.[15]
- Leipzig/Deutschland: Das Bundesverwaltungsgericht hat die Befreiung muslimischer Mädchen vom Schwimmunterricht abgelehnt. Die Teilnahme sei durch Tragen eines Ganzkörperbadeanzuges für muslimische Mädchen zumutbar.[16]

### Donnerstag, 12. September 2013
- Bad Homburg/Deutschland: Das deutsche Unternehmen Fresenius wird durch die Übernahme von Krankenhäusern des Rhön-Klinikums zum größten privaten Betreiber von Kliniken in Europa.[17]

### Freitag, 13. September 2013
- Düsseldorf/Deutschland: Das britische Unternehmen Vodafone übernimmt das deutsche Unternehmen Kabel Deutschland.[18]

### Samstag, 14. September 2013
- Berlin/Deutschland: Weltmeister Russland gewinnt die in Deutschland und der Schweiz ausgetragene Volleyball-Europameisterschaft der Frauen.

### Sonntag, 15. September 2013
- München/Deutschland: Die CSU gewinnt die Landtagswahl in Bayern und sichert sich eine absolute Mehrheit im Bayerischen Landtag.[19]

### Montag, 16. September 2013

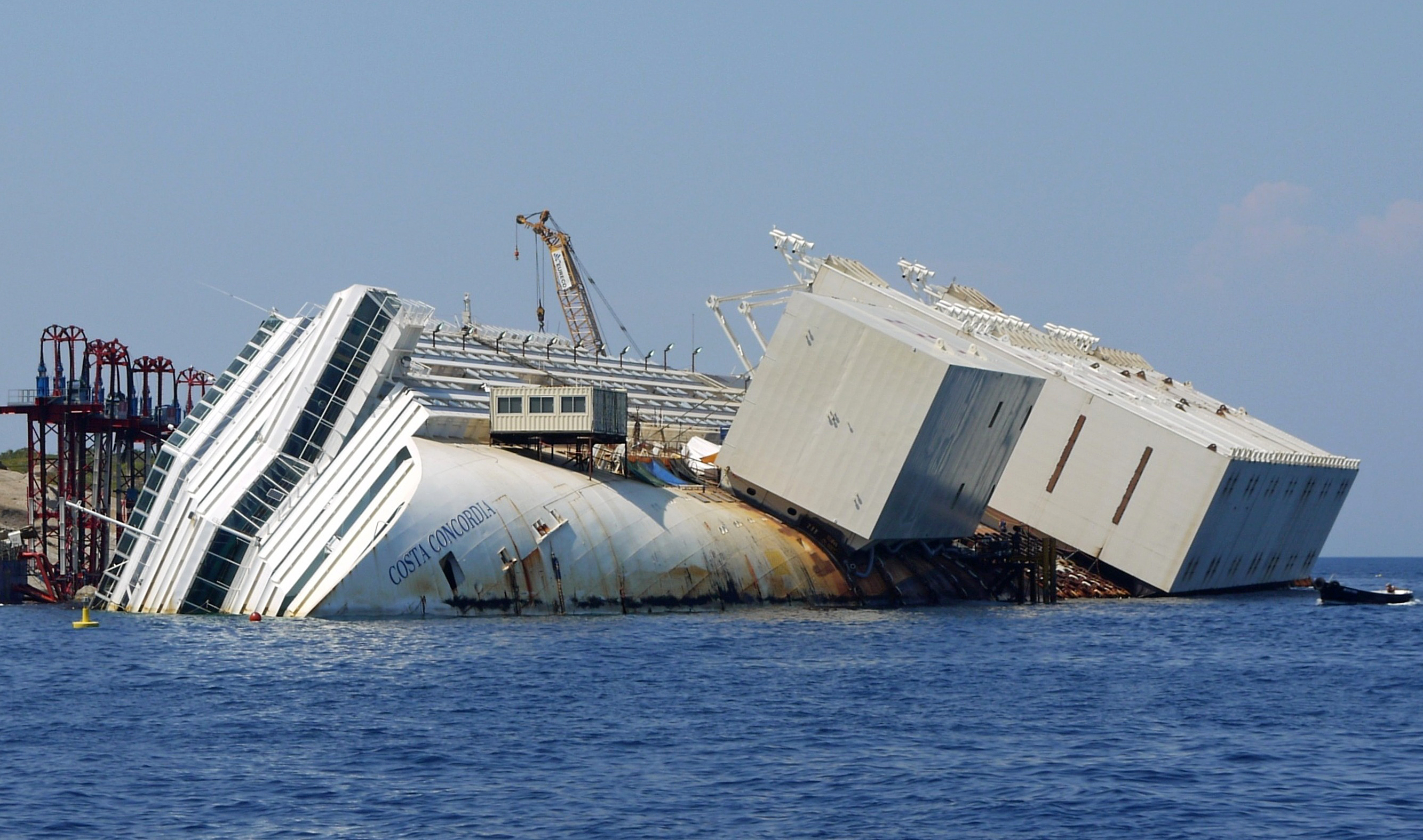
Die Costa Concordia mit Schwimmkörpern

- Acapulco/Mexiko: Bei einem Erdrutsch im Bergdorf La Pintada sterben 68 Menschen.[20]
- Giglio/Italien: Die Aufrichtung des im Januar 2012 auf Grund gelaufenen Kreuzfahrtschiffes Costa Concordia beginnt.[21]
- New York/Vereinigte Staaten: Die Chemiewaffeninspektoren der Vereinten Nationen bestätigen den Einsatz von Giftgas am 21. August östlich der syrischen Hauptstadt Damaskus.[22]
- Washington, D.C./Vereinigte Staaten: Bei einer Schießerei im Washington Navy Yard werden zwölf Menschen getötet.[23]

### Dienstag, 17. September 2013
- Annaberg/Österreich: Nach einer Polizeikontrolle erschießt ein Mann drei Polizisten und einen Rettungssanitäter.

### Mittwoch, 18. September 2013
- Teheran/Iran: Mehrere politische Gefangene, darunter die international bekannte Menschenrechtsaktivistin Nasrin Sotudeh, werden vorzeitig aus der Haft entlassen.

### Donnerstag, 19. September 2013
- Petschorasee/Russland: Russische Grenzpolizisten entern das Greenpeace-Schiff Arctic Sunrise und schleppen Schiff und Mannschaft nach Murmansk, um die Besatzung der Piraterie anzuklagen. Das Ziel der Aktivisten war die Ölbohrplattform Priraslomnaja.[24]

### Freitag, 20. September 2013
- ʿAtaq/Jemen: Bei zwei Anschlägen von Al-Qaida-Rebellen auf die beiden Militär-Camps in Al-Nashama und Balhaf, in der Provinz Gouvernement Schabwa, sterben 38 Soldaten.[25]
- Mbabane/Swasiland: Parlaments- und Lokalwahlen
- Rostow/Russland: Nach einer mehrjährigen Mordserie wird die Familie Tarwerdijewa, um Inessa und Roman, sowie deren Tochter Viktoria in der Oblast Rostow gefasst.[26]

### Samstag, 21. September 2013
- Bagdad/Irak: Bei einem Bombenanschlag auf eine Beerdigung im Stadtgebiet Sadr City sterben rund 60 Menschen.[27]
- München/Deutschland: Eröffnung des 180. Oktoberfests durch Oberbürgermeister Christian Ude.
- Nairobi/Kenia: Bei einem Anschlag auf das Einkaufszentrum Westgate Mall, zu dem sich die somalische Miliz al-Shabaab bekannte, sterben rund 40 Menschen, zahlreiche weitere werden verletzt.[28]
- Nieuwegein/Niederlande: Einer der Drahtzieher der Mafiamorde von Duisburg, der ’Ndrangheta-Boss Francesco Nirta, wird nach einer sechsjährigen Flucht in einer Wohnung in der Provinz Utrecht festgenommen.[29]
- Pjöngjang/Nordkorea: Nordkorea verschiebt ein geplantes Familientreffen mit dem Süden. Für die innerkoreanischen Beziehungen bedeutet das einen Rückschlag nach jüngsten Anzeichen einer Annäherung, so ist die Sonderwirtschaftszone Kaesŏng kürzlich wieder geöffnet worden.[30]

### Sonntag, 22. September 2013

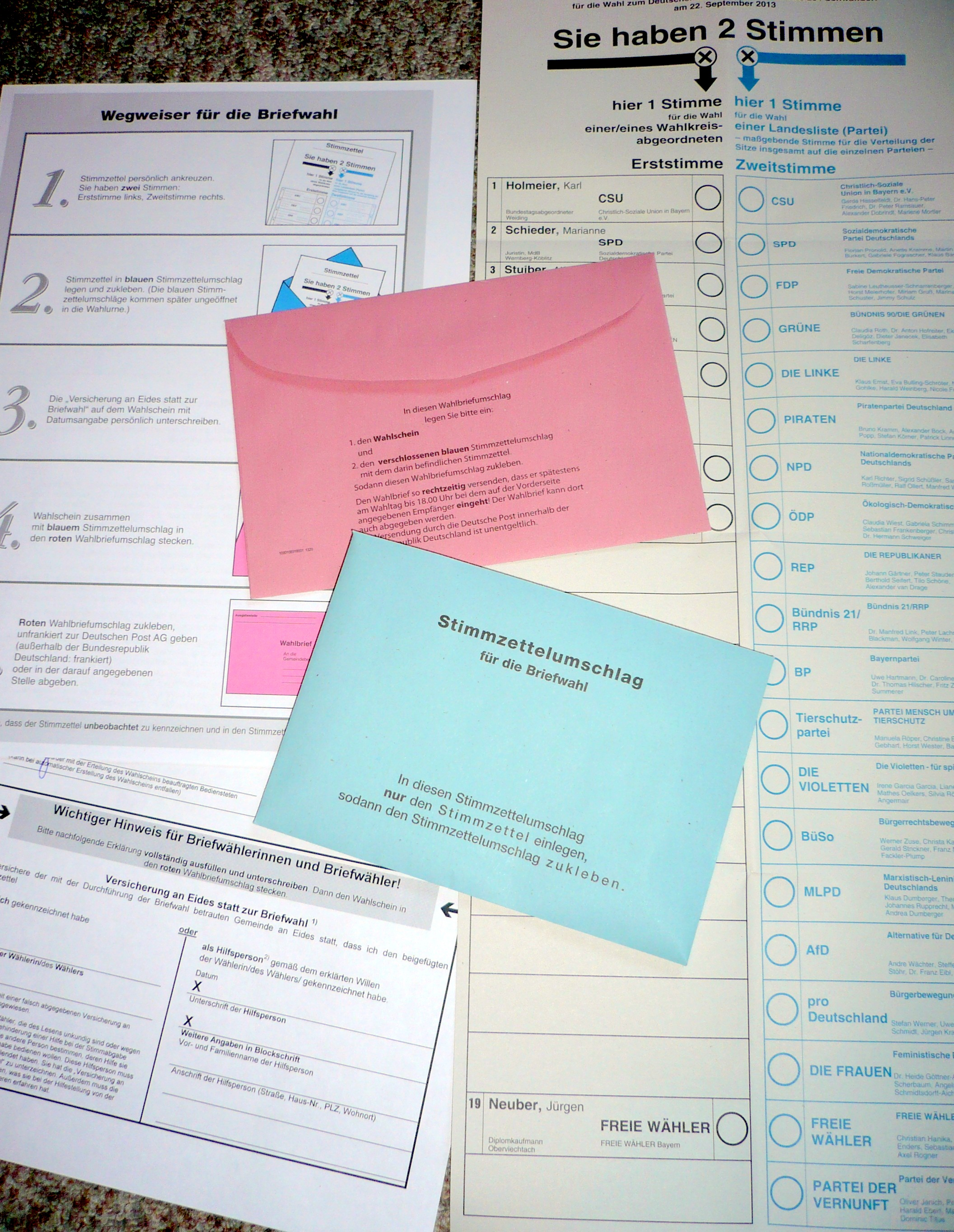
Bayerische Briefwahlunterlagen zur Bundestagswahl 2013

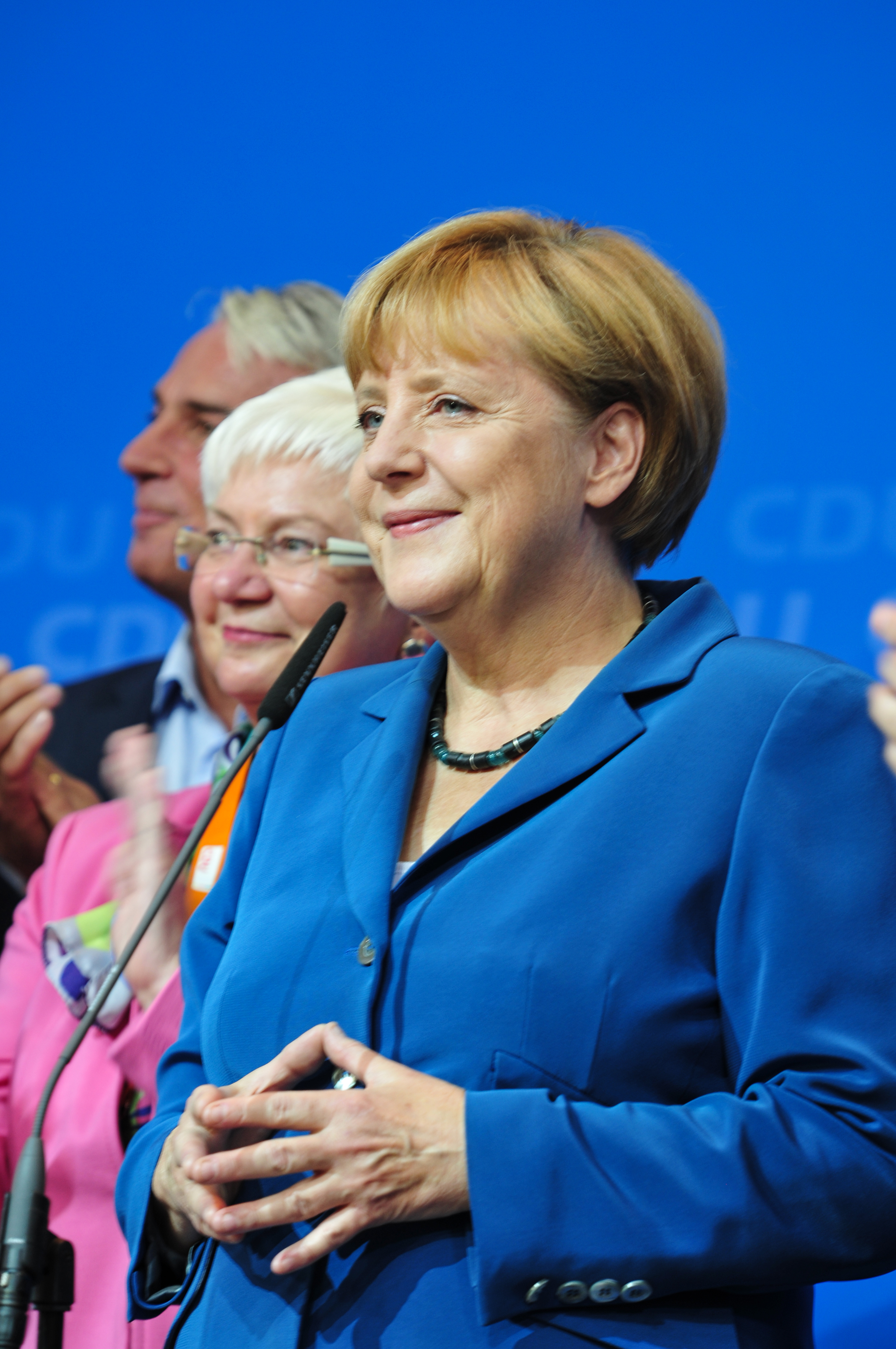
Angela Merkel

- Berlin/Deutschland: Bei der Wahl zum 18. Deutschen Bundestag verfehlen die Unionsparteien mit Bundeskanzlerin Angela Merkel als Spitzenkandidatin nach vorläufigen Hochrechnungen mit 41,5 % der abgegebenen Stimmen deutlich die absolute Mehrheit und ihr Koalitionspartner FDP verfehlt die Fünf-Prozent-Hürde. Zweitstärkste Partei ist die SPD mit 25,7 %, gefolgt von der Linken mit 8,6 % und den Grünen mit 8,4 %.[31]
- Bern/Schweiz: Die Stimmberechtigten entscheiden über drei Volksabstimmungen, darunter jene zur Aufhebung der Wehrpflicht.
- Hamburg: Der Volksentscheid zur Rekommunalisierung der Energienetze wird mit einer knappen Mehrheit von 50,9 % angenommen.
- Ljubljana/Slowenien: Im Finale der 38. Basketball-Europameisterschaft der Herren gewinnt die französische Nationalmannschaft mit 80:66 gegen die Auswahl Litauens.
- Peschawar/Pakistan: Bei einem Doppel-Selbstmordanschlag auf eine christliche Kirche sterben mindestens 78 Menschen.[32]
- Shanwei/China: Durch den Taifun „Usagi“ sterben in der Provinz Guangdong mindestens 25 Menschen.[33]
- Wiesbaden/Deutschland: Die CDU gewinnt die Wahl zum 19. Hessischen Landtag mit 38,3 % Stimmenanteil. Zweitstärkste Partei ist die SPD mit 30,7 %, gefolgt von den Grünen mit 11,1 %, der Linken mit 5,2 % und der FDP mit 5,0 %. Die bisherige Regierungskoalition aus CDU und FDP verliert damit ihre Mehrheit.[34]

### Montag, 23. September 2013
- Berlin/Deutschland: Philipp Rösler tritt als Parteivorsitzender der FDP zurück.[35]
- Kairo/Ägypten: Das Cairo Court for Urgent Matters verbietet die Muslimbruderschaft und friert das Vermögen sowie die Immobilien der Islamistenbewegung ein.[36]
- Leipzig/Deutschland: Die gesamte Führungsriege von Bündnis 90/Die Grünen, einschließlich der beiden Vorsitzenden Claudia Roth und Cem Özdemir, bietet ihren Rücktritt an.[37]

### Dienstag, 24. September 2013
- Belutschistan/Pakistan: Durch ein Erdbeben der Stärke 7,7 Mw im Distrikt Awaran sterben ungefähr 300 Menschen.[38]
- Berlin/Deutschland: Der Grünen-Fraktionschef Jürgen Trittin gibt bekannt, dass er nicht für eine weitere Amtszeit kandidiert.[39]
- Hamburg/Deutschland: Der Vorsitzende der Piratenpartei Deutschland, Bernd Schlömer, kündigt seinen Rücktritt an.[40]
- Nairobi/Kenia: Die seit dem 21. September andauernde Geiselnahme in einem Einkaufszentrum wird beendet.[1]
- Oberursel/Deutschland: Die Parteispitze der FDP in Hessen, um den Landesvorsitzenden Jörg-Uwe Hahn, gibt ihren Rücktritt aus ihren Ämtern bekannt.[41]

### Mittwoch, 25. September 2013
- Frankfurt am Main/Deutschland: Hessens Innenminister Boris Rhein rehabilitiert die zu Unrecht entlassene LKA-Chefin Sabine Thurau. Diese kehrt in ihr altes Amt zurück.[42]
- Stockholm/Schweden: Als Empfänger des „Alternativen Nobelpreises“ (Right Livelihood Award) 2013 wählt die Jury den US-Amerikaner Paul Walker für den Einsatz gegen Chemiewaffen und den kongolesischen Arzt Denis Mukwege für die Versorgung von Vergewaltigungsopfern aus.[43]
- Würzburg/Deutschland: Der Neonazi Martin Wiese wird vom Landgericht Würzburg wegen Volksverhetzung und Bedrohung zu einem Jahr und drei Monaten verurteilt.[44]

### Donnerstag, 26. September 2013
- Leidschendam/Niederlande: Das Sondertribunal für Sierra Leone verurteilt den ehemaligen liberianischen Präsidenten Charles Taylor in einem Berufungsverfahren zu 50 Jahren Gefängnis.[45]
- London/Vereinigtes Königreich: Interpol erlässt einen Haftbefehl gegen Samantha Lewthwaite (die „Weiße Witwe“), eine Anführerin der somalischen al-Shabaab-Miliz wegen des Verdachts der Planung und Beteiligung an Anschlägen in Kenia.[46]
- Luxemburg/Luxemburg: Der Europäische Gerichtshof entscheidet, dass Eisenbahnunternehmen bei Verspätungen durch höhere Gewalt ihren Kunden den Fahrpreis teilweise erstatten müssen.[47]

### Freitag, 27. September 2013
- Athen/Griechenland: Die Polizei erlässt einen Haftbefehl gegen den Vorsitzenden der Neonazi-Partei Chrysi Avgi und verhaftet Nikos Michaloliakos wegen der Verwicklung in zahlreiche Angriffe auf Migranten und Linke.[48]
- Berlin/Deutschland: Der unterlegene SPD-Kanzlerkandidat Peer Steinbrück gibt seinen Rücktritt aus der Bundestagsfraktion bekannt.[49]
- Borgu/Nigeria: Bei einem Schiffsunglück auf dem Fluss Niger in der Region Borgu im Bundesstaat Niger sterben mindestens 42 Menschen.[50]
- Mazgon/Indien: Beim Einsturz eines fünfstöckigen Wohn- und Geschäftshauses der Brihanmumbai Municipal Corporation im Stadtteil Brahmadev Khot Marg sterben mindestens 14 Menschen.[51]
- Peking/China: Bei der Zerschlagung eines Kinderhändlerrings in elf Provinzen werden 92 Kinder und zwei Frauen befreit.[52]

### Samstag, 28. September 2013
- Belutschistan/Pakistan: Bei einem Erdbeben der Stärke 6,8 Mw im Distrikt Awaran sterben mindestens 13 Menschen. Erst wenige Tage zuvor fielen einem Beben in Awaran Hunderte Menschen zum Ofer.[53]
- Conakry/Guinea: Nach elf Jahren und mehrfachen Verschiebungen finden wieder Parlamentswahlen in Guinea 2013 statt.[54]

### Sonntag, 29. September 2013

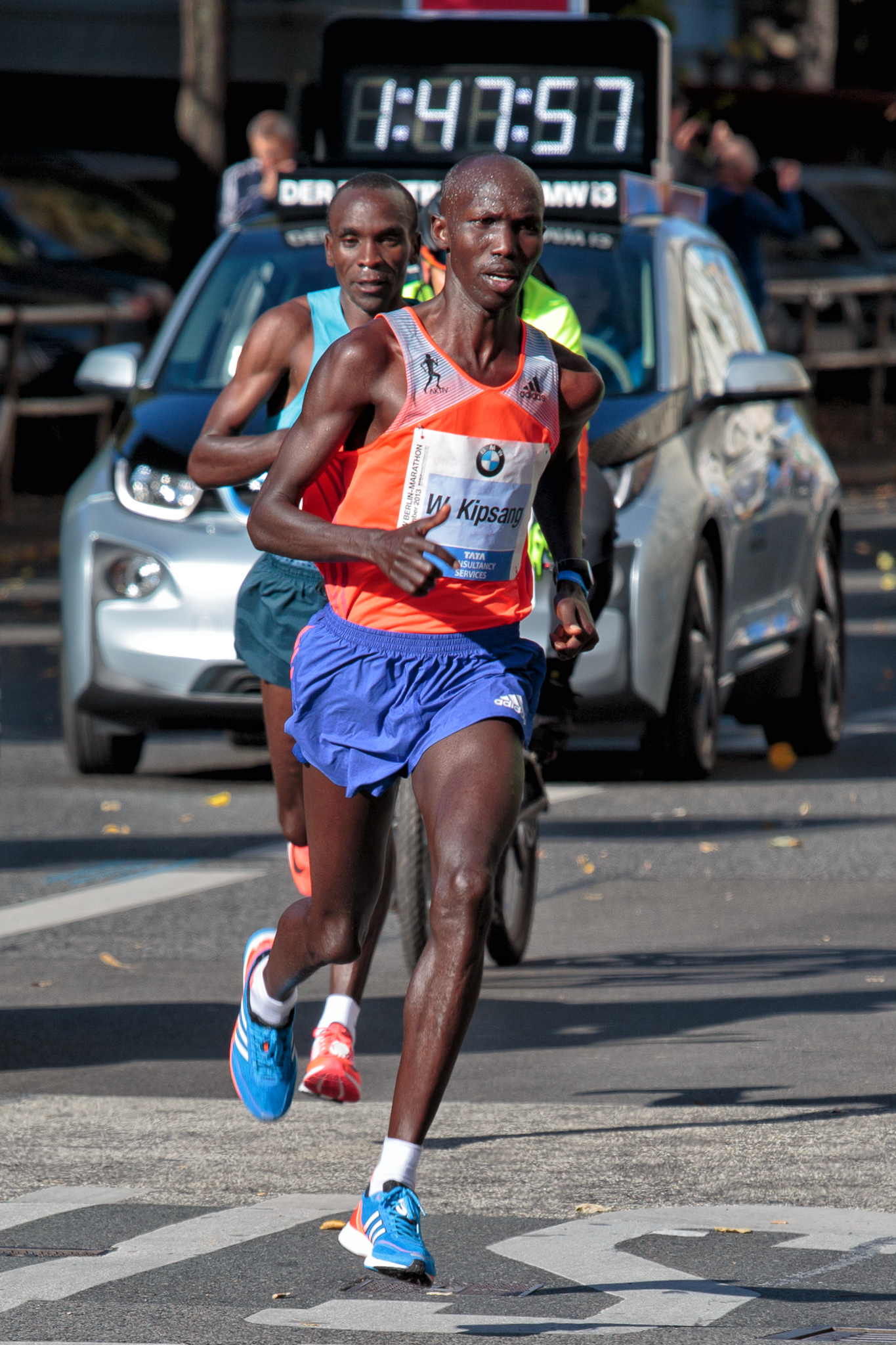
Wilson Kipsang beim Weltrekord-Lauf in Berlin

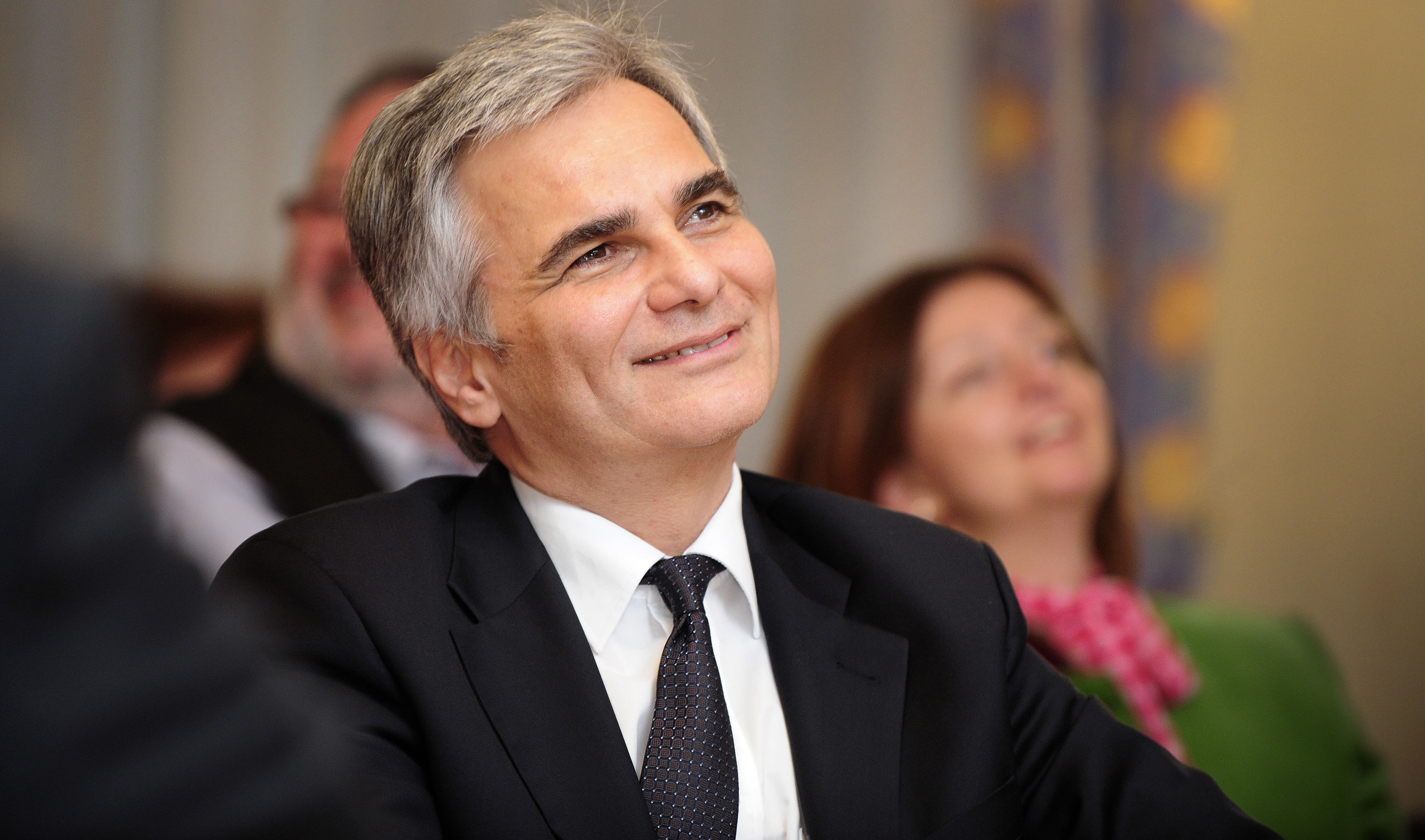
Werner Faymann (SPÖ), Österreichs amtierender Bundeskanzler

- Berlin/Deutschland: Der Kenianer Wilson Kipsang gewinnt den 40. Berlin-Marathon in der neuen Weltrekordzeit von 2 Stunden 3 Minuten 23 Sekunden und unterbietet Patrick Makaus Bestmarke von 2011 um 15 Sekunden.[55]
- Peschawar/Pakistan: Bei einem Bombenanschlag auf dem historischen Qissa Khawani Basar sterben 33 Menschen.[56]
- Sampieri/Italien: Beim Kentern eines Flüchtlingsschiff vor der Küste Siziliens sterben mindestens 13 Menschen.[57]
- Wien/Österreich: Bei der Nationalratswahl entfallen mit anteilig rund 26,8 % die meisten Stimmen auf die SPÖ. Neben der zweitgrößten Fraktion der ÖVP und der drittgrößten der FPÖ wird es im nächsten Nationalrat auch Fraktionen der Grünen, des Team Stronachs und der Neos geben.[58]

### Montag, 30. September 2013
- Ankara/Türkei: Als Teil eines „Demokratisierungspakets“ kündigt Recep Tayyip Erdoğan die Aufhebung des Kopftuchverbotes für Staatsbedienstete an; zuvor war bereits Studentinnen sowie Rechtsanwältinnen das Tragen des Kopftuches erlaubt worden.[59]
- Roseau/Dominica: Die Präsidentschaftswahlen in Dominica 2013 gewinnt Charles Savarin.
- Yaoundé/Kamerun: Die Parlamentswahl in Kamerun 2013 findet statt.[60]

## Weblinks

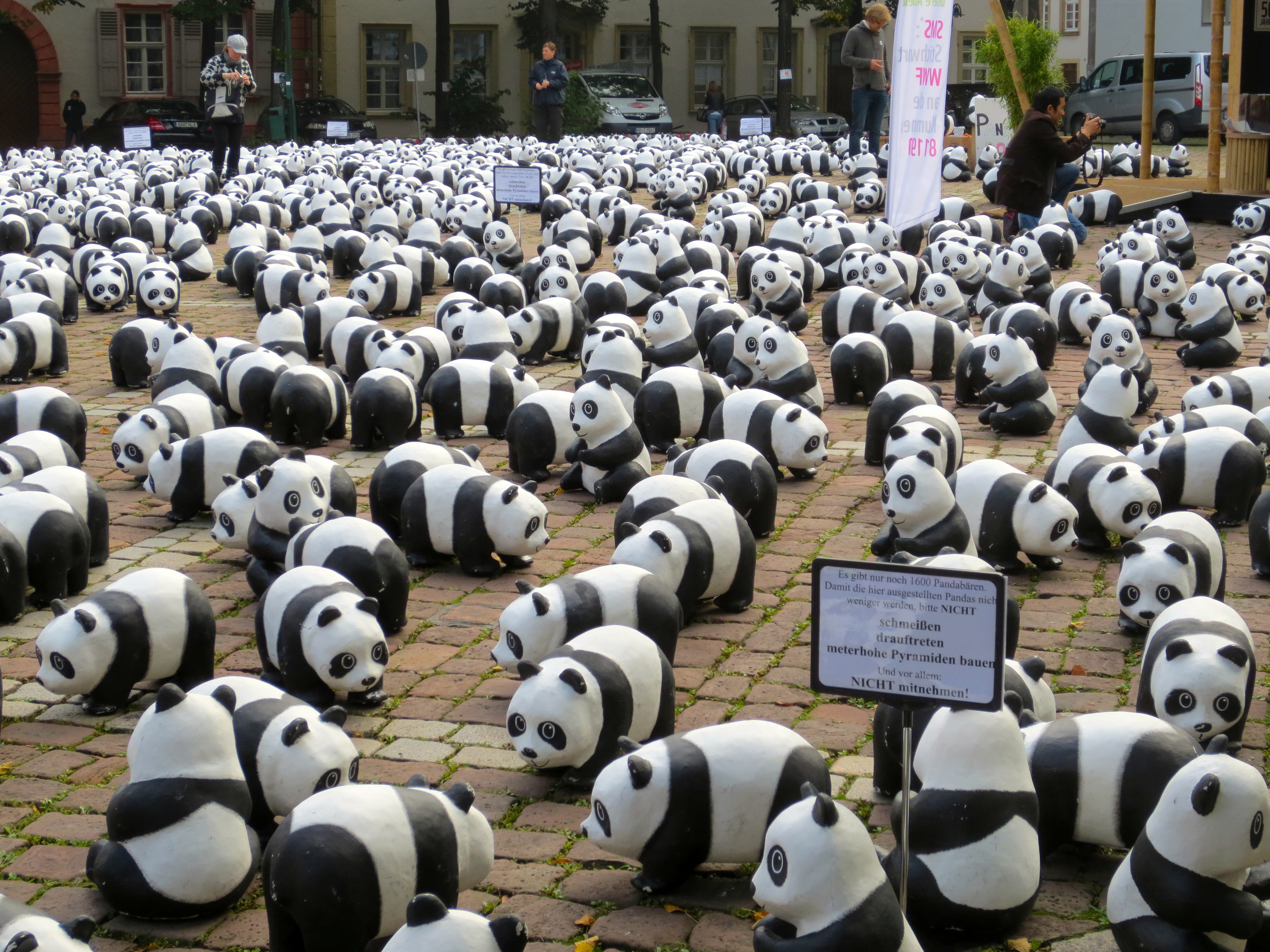
Baden-Württemberg im September 2013